# Gurelca montana
Gurelca montana är en fjärilsart som beskrevs av Rothschild och Jordan 1915. Gurelca montana ingår i släktet Gurelca och familjen svärmare. Inga underarter finns listade i Catalogue of Life.